# Vernois-lès-Vesvres
Vernois-lès-Vesvres è un comune francese di 192 abitanti situato nel dipartimento della Côte-d'Or nella regione della Borgogna-Franca Contea.

## Società

### Evoluzione demografica
Abitanti censiti